# Robert Crémel
Robert Crémel (Blainville-sur-l'Eau, 25 avril 1919 - Mort pour la France à Rufisque le 23 septembre 1940), est un militaire français, Compagnon de la Libération. Engagé volontaire au début de la Seconde Guerre mondiale, il décide de se rallier à la France libre pour poursuivre la lutte contre le troisième Reich mais meurt prématurément lors de la bataille de Dakar.

## Biographie

### Jeunesse et engagement
Robert Crémel naît le 25 avril 1919 à Blainville-sur-l'Eau, en Meurthe-et-Moselle, d'un père comptable. Il fait ses études au lycée Henri-Poincaré de Nancy.

### Seconde Guerre mondiale
Son cursus scolaire se termine alors que commence la Seconde Guerre mondiale. Alors que ses brillantes études lui permettent d'être admissible à l'École navale, il préfère combattre et s'engage directement le 2 septembre 1939 pour la durée de la guerre. Formé dans un premier temps à l'école de l'artillerie de Fontainebleau, il est ensuite reversé dans la marine et entre en janvier 1940 à l'école des mousses de Brest où il est élève sur l'Armorique. Lors de la bataille de France, devant l'avancée des troupes allemandes, Robert Crémel et ses camarades élèves sont évacués sur le cuirassé Paris le 18 juin et dirigés vers l'Angleterre. Il s'engage aussitôt dans les forces navales françaises libres et est promu aspirant le 1er juillet. À la fin du mois d'août, il est affecté à bord de l'aviso Commandant Duboc qui appareille de Liverpool pour gagner les côtes du Sénégal. Le 20 septembre, il est promu enseigne de vaisseau de 2e classe.
Le 23 septembre 1940, premier jour de la bataille de Dakar, le Commandant Duboc est ancré au large de Rufisque pendant que les représentants de la France libre tentent d'obtenir le ralliement de l'Afrique-Occidentale française. C'est alors que les troupes du régime de Vichy ouvrent le feu depuis la côte sur les navires britanniques et français. Plusieurs obus tombent sur le bateau de Robert Crémel qui est mortellement touché. Il est promu enseigne de vaisseau de 1re classe à titre posthume le 1er janvier 1941.

## Décorations
|  |  |  |

| Chevalier de la Légion d'honneur | Chevalier de la Légion d'honneur | Compagnon de la Libération | Compagnon de la Libération | Croix de guerre 1939-1945 Avec une palme | Croix de guerre 1939-1945 Avec une palme |

## Hommages
- À Chantraine, dans les Vosges, son nom est inscrit sur un monument commémoratif[5].